# ツェンダップ・ヤヌス

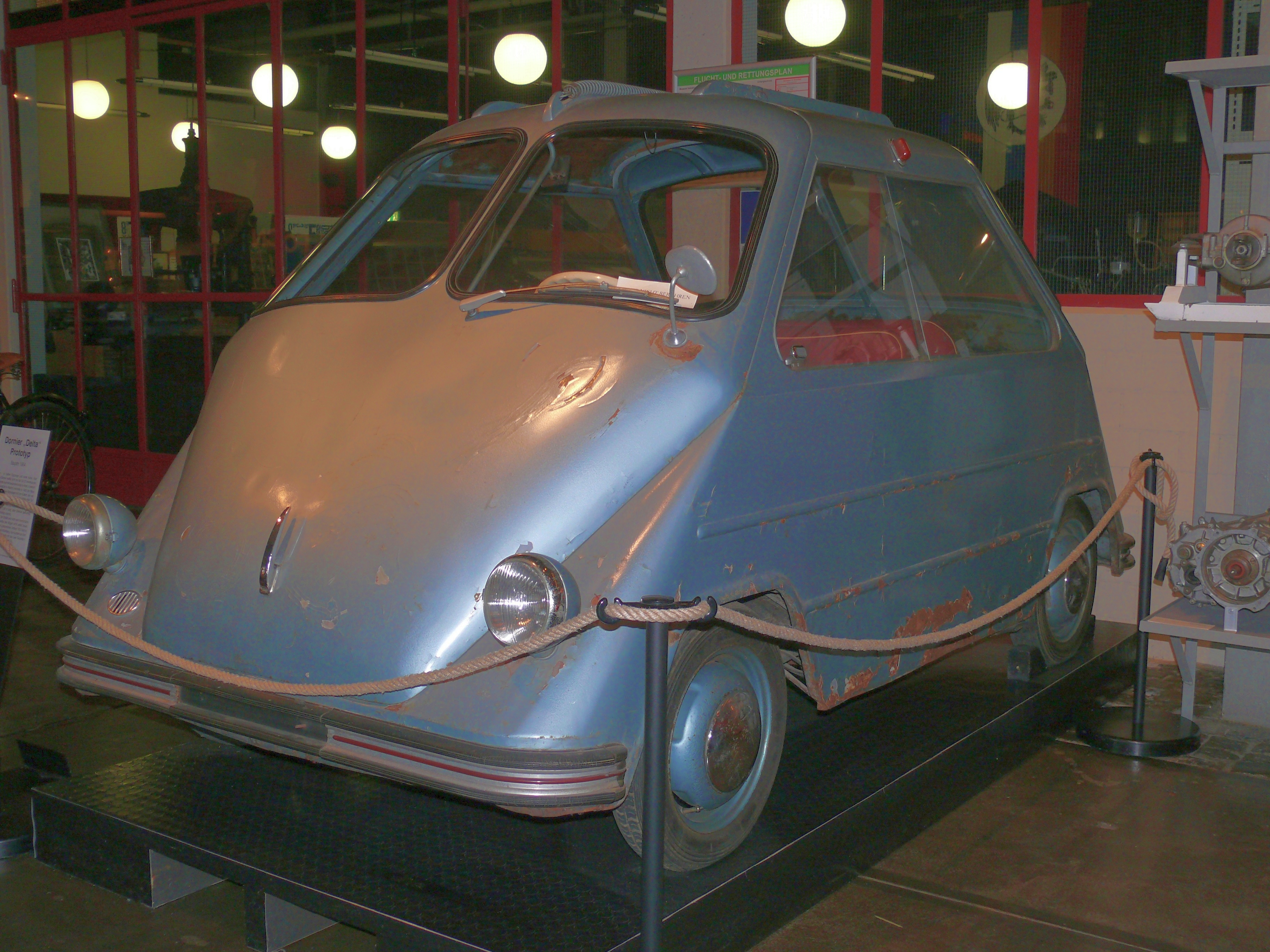
ヤヌスのためにドルニエ社が製作した試作車デルタ（Delta）

ツェンダップ・ヤヌス（Zündapp Janus ）は、1957年から1958年まで西ドイツの自動車メーカーのツェンダップが生産していたバブルカーである。

## 概要
1917年に設立されたオートバイメーカーのツェンダップは、第二次世界大戦前から自動車の生産に挑戦していた。
1932年に製作された試作車を設計したのは、フェルディナント・ポルシェであった。この試作車は、後に登場するフォルクスワーゲン ビートルの原型ともいえる内容を備えていた。エンジンはリアに搭載し、車体中央に太い背骨のようなバックボーンフレームを据えたプラットフォームを採用していた。しかし、この試作車は量産には至らなかった。
第二次世界大戦後の1954年に、ツェンダップは、より耐候性のある自動車の製造に乗り出すことに決め、クロボット（Kroboth ）、ブルッチェ（Brütsch ）、フルダモビル（Fuldamobil ）といった企業から提案された設計を見た後で、ドルニエに車の設計を任せた。2人掛けのシートを背中合わせに置いた4人乗りであり、前部座席（2席）へ出入りするための前面のドアと後ろ向きの後部座席（2席）へ出入りするための後面のドアを備えた特徴ある「前後対称」の設計により、前向きと後ろ向きの2つの顔を持つ姿として描かれるローマ神話の神のヤヌスという名称が与えられた。
この車は出力14 hp (10 kW)を発生する245 cc 空冷2ストローク単気筒エンジンをミッドシップ（前部座席と後部座席の間）に搭載し、最高速度は80 km/h (50 mph)に達した。マクファーソン・ストラット式のサスペンションにより乗り心地は良好であった。
1957年6月に生産が始まったが、最初の半年間の生産台数は僅か1,731台であった。1958年半ばにツェンダップはこの事業を諦めて、工場をボッシュに売却した。ヤヌスの総生産台数は6,902台であった。レーシングカーには絶好の運動特性を提供するミッドシップ配置であるが、ヤヌスにおいては乗員の質量よりもパワートレインが遥かに軽量であるため、配置位置による運動性の向上といったようなものはなく、むしろ乗員人数と着座位置の違いによる重心変動に敏感な車という特性を齎した。

## 大衆文化
フィーチャー映画の『カーズ2』内の悪役である「ザンダップ教授」（英語版では「プロフェッサー Z」）がツェンダップ・ヤヌスである。
これは悪役として描写される製品に対して該当企業から提訴される恐れ（法廷闘争）を回避するために選択された結果であった。